# Tell Halaf
Tell Halaf (Aramees: ܬܠ ܚܠܦ, Tell Halaf) is een archeologische site in het noordoosten van Syrië, dicht bij de grens met Turkije. Ze gaf haar naam aan de Halafcultuur, de eerste neolithische cultuur die door archeologisch onderzoek was ontdekt, met als kenmerken: aardewerk dat beschilderd was met geometrische patronen en afbeeldingen van dieren. De site gaat in de tijd terug tot het 6e millennium v.Chr. in het Keramisch Neolithicum, (een periode in het Neolithicum) en was later de locatie van de Aramese stadstaat Guzana.

## Ontdekking en opgraving
De site ligt dicht bij het dorp R'as al 'Ayn in het vruchtbare dal van de Khabur, dicht bij de moderne grens met Turkije en is in 1899 ontdekt door de Duitse ingenieur baron Max von Oppenheim, die onderzoek deed voor de aanleg van de spoorlijn Berlijn-Bagdad, die alweer opgeheven is. (Syrië behoorde toen tot het Ottomaanse rijk.) Hij keerde terug om opgravingen te verrichten tussen 1911 en 1913 en nam veel van de gevonden artefacten mee naar Berlijn. Tijdens de Tweede Wereldoorlog werd de collectie, tentoongesteld in het Tell Halaf museum, door een bombardement zwaar beschadigd. Veel voorwerpen van hout en gips zijn voorgoed verloren gegaan. In 1927 en 1929 werden opnieuw opgravingen verricht, nu door Franse archeologen. De naam Tell Halaf is een Arabische plaatsnaam; tell betekent heuvel. De oorspronkelijke naam van de nederzetting is niet bekend.

## Geschiedenis
Tussen ca. 5000 en 4300 v.Chr. was het een belangrijke nederzetting. Deze periode wordt soms de Halaftijd genoemd. In het noorden van Mesopotamië werd deze cultuur opgevolgd door de Obeidcultuur.
In het 2e millennium v.Chr. was het een Hettitische voorpost.
In 894 v.Chr. werd het door de Assyrische koning Adad-Nirari II in zijn archieven vermeld als een schatplichtige Aramese stadstaat. Na een korte periode van onafhankelijkheid plunderde Semiramis de stad in 808 v.Chr. en werd de streek een provincie van het Assyrische rijk.